# Latina târzie
Latina târzie este limba latină din Antichitatea târzie, în mod obișnuit versiunile latinei care se scria în secolele al III-lea - al IV-lea  și până în secolul al VII-lea în Spania. Formele latinei regrupate sub această denumire sunt versiuni intermediare între latina clasică și latina medievală. Aceste versiuni sunt diferite de limba latină vulgară, care era doar vorbită.  Chiar dacă autorii de limbă latină târzie încorporează mai mult sau mai puțin din vocabularul și din construcțiile proprii latinei vulgare, aceste forme de latină păstrează, într-o largă măsură, caracteristicile generale ale latinei clasice. În aceste forme ale latinei târzii, este posibil să se distingă o formă deosebită, aceea din patrologiile latine, o colecție de texte creștine.

Latina târzie a fost larg folosită ca limbă de transcriere a registrelor necesare în relațiile socio-economice la frontierele  cu popoarele nelatinofone. Potrivit lui Antoine Meillet, 
„fără ca aspectul exterior al limbii să se fi modificat mult, latina a devenit în cursul epocii imperiale o limbă nouă [...]  care era folosită ca un fel de lingua franca  într-un mare imperiu, latina tinzând să se simplifice, să păstreze ceea ce avea comun [...]”
Latina târzie a servit apoi, în cursul secolelor următoare la construirea unor termeni pentru limbile romanice.